# Brooks Atkinson
Justin Brooks Atkinson (Melrose, 28 de novembro de 1894 — Huntsville, 14 de janeiro de 1984) foi um jornalista estadunidense. Por 31 anos Atkinson trabalhou como crítico teatral para o jornal New York Times.